# ينس راسموسن (متسابق دراجات نارية)
ينس راسموسن هو متسابق دراجات نارية دنماركي، ولد في 26 مايو 1959 في أودنسه في الدنمارك.